# Daniel Jolis
Pour les articles homonymes, voir Jolis.
Daniel Jolis est un footballeur français né le 19 octobre 1945 à Condé-sur-Escaut (Nord) . Cet arrière latéral gauche a fait toute sa carrière professionnelle à l'US Valenciennes-Anzin dans les années 1960-1970.

## Carrière de joueur
- 1967-1973 : US Valenciennes Anzin (en Division 1 et Division 2)[1]

## Palmarès
- International junior et espoir
- Champion de France Division 2 en 1972 avec l'US Valenciennes Anzin